# Gorsachius
Gorsachius är ett släkte med natthägrar i familjen hägrar inom ordningen pelikanfåglar som fattar två asiatiska arter :
- Japansk natthäger (G. goisagi)
- Malajnatthäger (G. melanolophus)

Tidigare inkluderades praktnatthäger (Oroanassa magnifica) och vitryggig natthäger (Calherodius leuconotus).  DNA-studier visar dock att de står närmare exempelvis Egretta. 